# 德化街
德化街是一条位于河南省郑州市二七区的商业步行街，北起二七广场，南至大同路。
德化街是郑州近代最早的商埠街道，
其前身是始建于1905年的惠仁街，但是由于“惠”和“毁”谐音，清末举人刘邦骥与众商议，取“德化育人”之意，将惠仁街改为德化街。德化街全长约600米，宽20米，路面为花岗岩铺设。

## 历史

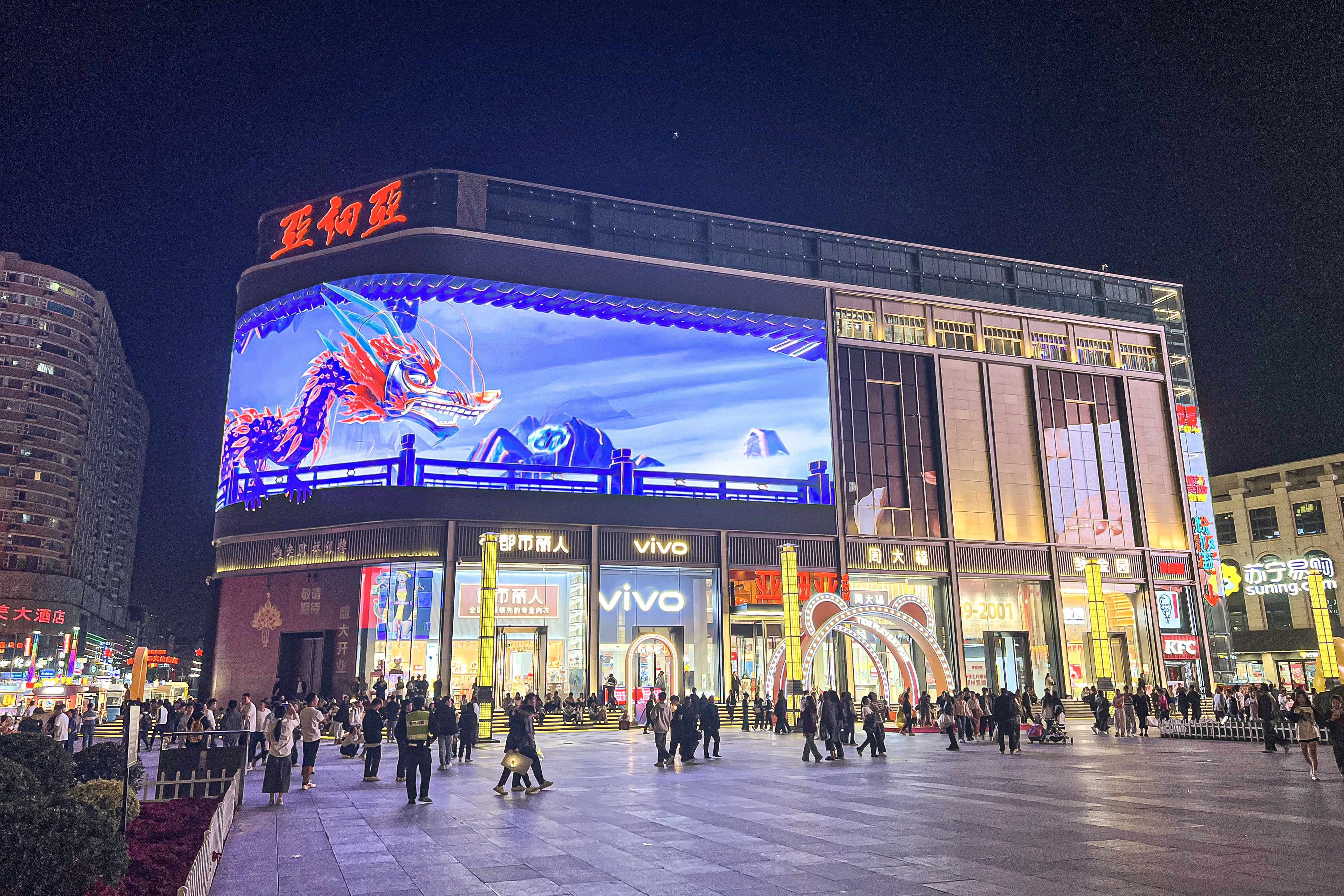
1989年开业的亚细亚商场现已改造为亚细亚卓悦城

始建于清末1897年的芦汉铁路经过郑州，并在郑州设站，1901年3月郑州站建成。1905年，河南巡抚陈夔龙上书清廷，请求将郑州设为商埠。之后惠仁街开始形成街道，随着汴洛铁路的通车，惠仁街变得繁荣起来，成为各地商人的中转地和周边各县货物的集散地，并逐渐出现了旅栈和货栈。在惠仁街经商的生意人因忌讳“惠仁街”的谐音“毁人街”，经过惠仁街主要业者刘邦骥多方商议后于1916年把惠仁街改为德化街。
德化街在1930年代前后，开始变得愈加繁荣，省内外各行业知名的商家纷纷进驻此地，可谓商贾云集。1948年，郑州被中国共产党接管之后，毛主席和陈毅曾视察德化街。1987年，德化街街区开始旧城改造，一批诸如亚细亚商场和三得利商场的新建筑在德化街拔地而起，随之而来的便是二七商战，商战过后，郑州的商业发展步入多元化的格局，金博大和丹尼斯等大型综合商场的出现使德化街黯然失色，基于这种原因，郑州市在2000年8月决定把德化街改建为商业步行街。2002年12月28日正式开街。2006年10月22日，中国步行商业街工作委员会授予郑州德化街“中国著名商业街”称号。